# Paul Nahon
Pour les articles homonymes, voir Nahon (homonymie).
Paul Nahon est un journaliste français né le 15 juin 1947 à Casablanca (Maroc).

## Biographie
Né en 1947 à Casablanca (Maroc) au sein d'une famille juive Marocaine, Paul Nahon, diplômé de sciences économiques, a commencé sa carrière de journaliste à l'Agence centrale de presse (ACP) avant de travailler comme reporter à Europe 1 puis RMC.
Entré à Antenne 2 en 1973 comme reporter de politique étrangère, il devient ensuite chef du service étranger, puis directeur-adjoint de l'information, avant de partir à New York comme correspondant d'Antenne 2.
En 1989, il est nommé directeur-adjoint de l'information d'Antenne 2 (rebaptisée France 2 en 1992), chargé des magazines. En janvier 1990, il crée avec Bernard Benyamin le magazine hebdomadaire Envoyé spécial, qu'ils coprésentent sur Antenne 2 puis France 2 jusqu'en janvier 2001. Françoise Joly et Guilaine Chenu succèdent à cette date au duo.
En 2005, il devient directeur de l'information de France 3. Tout en restant directeur général adjoint de la chaîne et en devenant directeur des magazines d'information, il quitte la direction de l'information en juillet 2009, remplacé à ce poste par le directeur de France 3 Sud, Jérôme Cathala,.
En août 2010, il retrouve Bernard Benyamin sur France 2 pour un nouveau magazine hebdomadaire intitulé Enquêtes Spéciales.
En novembre 2010, il annonce qu'il quittera France Télévision le 31 décembre 2010, tout comme son compère de toujours Bernard Benyamin. Ils ont pour projet de créer une société de production de reportage et de documentaire. À la même période, il prend en charge l'organisation des conférences de l'ESJ Paris, qu'il quitte après l'éviction du directeur Roger Zabel en janvier 2011.
Il intègre ensuite l'association La chaîne de l'espoir qui soigne les enfants de pays en difficulté.
Paul Nahon est marié et est le père de deux enfants.